# Crypsotidia maculata
Crypsotidia maculata là một loài bướm đêm trong họ Erebidae.